# Trabajo (termodinámica)
En termodinámica, el trabajo es uno de los principales procesos por los que un sistema termodinámico puede interactuar con su entorno e intercambiar energía. El intercambio de energía se ve facilitado por un mecanismo a través del cual el sistema puede ejercer espontáneamente fuerzas macroscópicas sobre su entorno, o viceversa. En el entorno, este trabajo mecánico puede levantar un peso, por ejemplo.
Las fuerzas medidas externamente y los efectos externos pueden ser electromagnéticos, gravitacional, o variables mecánicas (como presión-volumen). Para el trabajo termodinámico, estas cantidades medidas externamente coinciden exactamente con los valores de o las contribuciones a los cambios en la variables de estado interna macroscópica del sistema, que siempre se producen en pares conjugados, por ejemplo presión y volumen o densidad de flujo magnético y magnetización.
Por un sistema externo que se encuentra en los alrededores, no necesariamente un sistema termodinámico como se define estrictamente por las variables de estado termodinámicas habituales, de otra manera que por transferencia de materia, se puede decir que se realiza trabajo en un sistema termodinámico. Parte de este trabajo definido por el entorno puede tener un mecanismo igual al del trabajo termodinámico definido por el sistema realizado por el sistema, mientras que el resto de este trabajo definido por el entorno aparece, para el sistema termodinámico, no como una cantidad negativa de trabajo termodinámico realizado por él, sino, más bien, como calor transferido a él. Los experimentos de agitación con paletas de Joule proporcionan un ejemplo, ilustrando el concepto de trabajo mecánico isocórico (o de volumen constante), en este caso llamado a veces trabajo de eje. Tal trabajo no es trabajo termodinámico como se define aquí, porque actúa a través de la fricción, dentro, y en la superficie del sistema termodinámico, y no actúa a través de fuerzas macroscópicas que el sistema puede ejercer espontáneamente en sus alrededores, describibles por sus variables de estado. El trabajo definido por el entorno también puede ser no mecánico. Un ejemplo es el  calentamiento Joule, ya que se produce por fricción al pasar la corriente eléctrica a través del sistema termodinámico. Cuando se realiza isocóricamente, y no se transfiere materia, dicha transferencia de energía se considera una transferencia de calor al sistema de interés.
En el Sistema Internacional de Unidades (SI), el trabajo se mide en julios (símbolo: J). La velocidad a la que se realiza el trabajo es la  Potencia, medida en julios por segundo y denotada con la unidad vatio (W).

## Historia

### 1824
El trabajo, es decir, "el peso levantado a través de una altura", fue definido originalmente en 1824 por Sadi Carnot en su famoso artículo Reflexiones sobre la fuerza motriz del fuego', donde utilizó el término fuerza motriz para referirse al trabajo. Concretamente, según Carnot:
Usamos aquí fuerza motriz para expresar el efecto útil que un motor es capaz de producir.  Este efecto puede compararse siempre a la elevación de un peso hasta cierta altura.  Tiene, como sabemos, como medida, el producto del peso multiplicado por la altura a la que se eleva.

### 1845

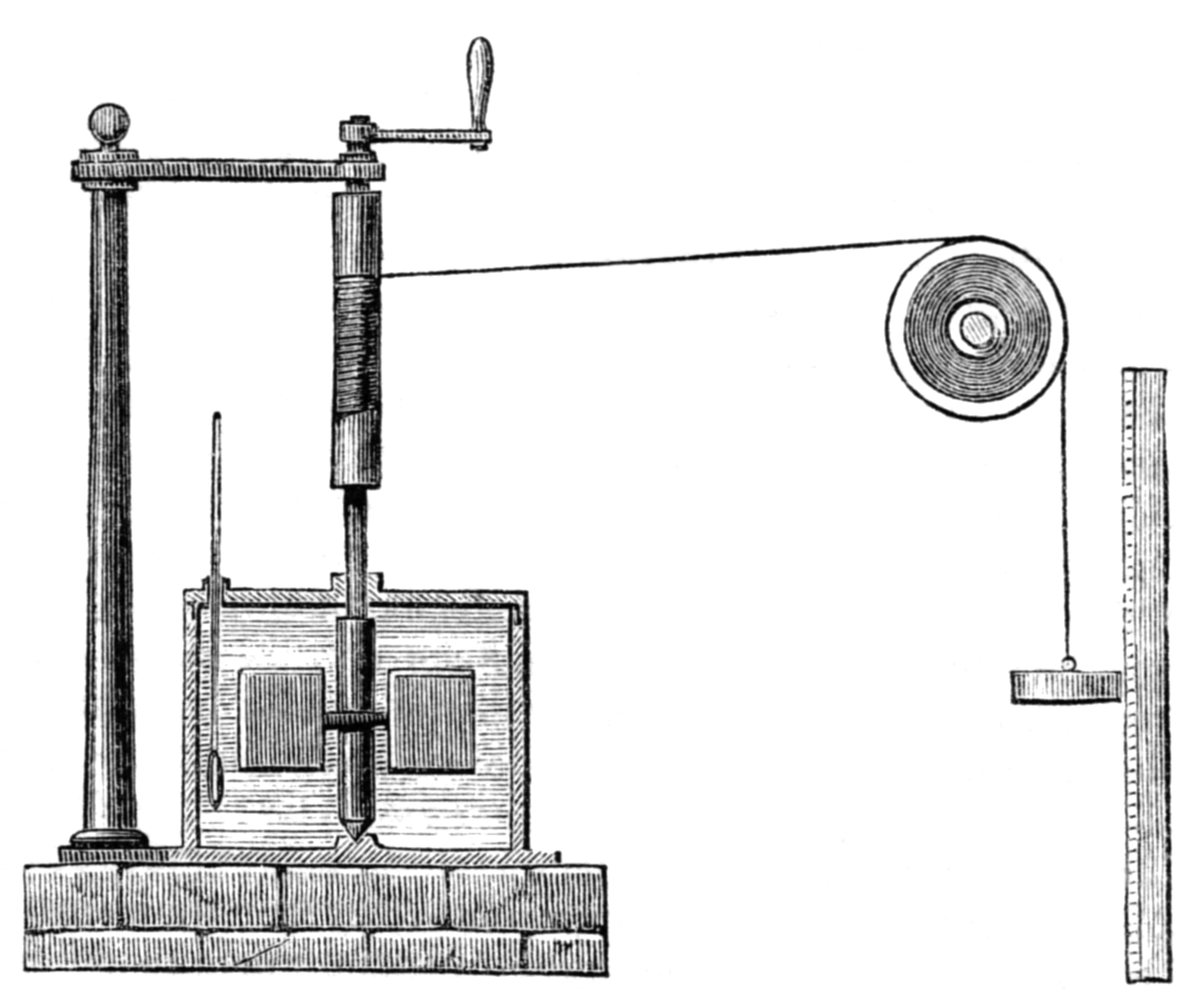
Aparato de Joule para medir el equivalente mecánico del calor

En 1845, el físico inglés  James Joule escribió un artículo Sobre el equivalente mecánico del calor para la reunión de la Asociación Británica en Cambridge. En este documento, informó de su experimento más conocido, en el que la potencia mecánica liberada por la acción de un "peso cayendo a través de una altura" se utilizó para hacer girar una rueda de paletas en un barril aislado de agua.
En este experimento, el movimiento de la rueda de paletas, a través de la agitación y la fricción, calentaba la masa de agua, de modo que aumentaba su temperatura.  Se registraron tanto el cambio de temperatura ∆T del agua como la altura de caída ∆h del peso mg.  Utilizando estos valores, Joule pudo determinar el equivalente mecánico del calor. Joule estimó el equivalente mecánico del calor en 819 ft-lbf/Btu (4,41 J/cal).  Las definiciones modernas de calor, trabajo, temperatura y energía están relacionadas con este experimento. En esta disposición de aparatos, nunca ocurre que el proceso se desarrolle a la inversa, con el agua impulsando las paletas para elevar el peso, ni siquiera ligeramente. El trabajo mecánico fue realizado por el aparato de la caída del peso, la polea y las paletas, que se encontraban en los alrededores del agua. Su movimiento apenas afectaba al volumen del agua. El trabajo que no cambia el volumen del agua se dice que es isocórico; es irreversible. La energía suministrada por la caída del peso pasó al agua en forma de calor.

## Descripción general

### Conservación de la energía
Uno de los principios básicos de la termodinámica es la conservación de la energía. La energía total de un sistema es la suma de su energía interna, de su energía potencial como sistema completo en un campo de fuerzas externas, como la gravedad, y de su energía cinética como sistema completo en movimiento. La termodinámica se ocupa especialmente de las transferencias de energía, desde un cuerpo de materia, como por ejemplo un cilindro de vapor, a los alrededores del cuerpo, mediante mecanismos a través de los cuales el cuerpo ejerce fuerzas macroscópicas en sus alrededores para levantar un peso allí; se dice que tales mecanismos median en el trabajo "termodinámico".
Además de la transferencia de energía como trabajo, la termodinámica admite la transferencia de energía como calor. Para un proceso en un cerrado (sin transferencia de materia) sistema termodinámico, la primera ley de la termodinámica relaciona los cambios en la energía interna (u otras función cardinal de energía, dependiendo de las condiciones de la transferencia) del sistema con esos dos modos de transferencia de energía, como trabajo, y como calor. El trabajo adiabático se realiza sin transferencia de materia y sin transferencia de calor. En principio, en termodinámica, para un proceso en un sistema cerrado, la cantidad de calor transferido se define por la cantidad de trabajo adiabático que sería necesario para efectuar el cambio en el sistema que es ocasionado por la transferencia de calor. En la práctica experimental, la transferencia de calor suele estimarse calorimétricamente, mediante el cambio de temperatura de una cantidad conocida de sustancia material calorimétrica.
La energía también puede transferirse hacia o desde un sistema mediante la transferencia de materia. La posibilidad de tal transferencia define el sistema como un sistema abierto, en contraposición a un sistema cerrado. Por definición, dicha transferencia no se produce ni como trabajo ni como calor.
Los cambios en la energía potencial de un cuerpo en su conjunto con respecto a las fuerzas de su entorno, y en la energía cinética del cuerpo en movimiento en su conjunto con respecto a su entorno, se excluyen por definición de la energía cardinal del cuerpo (ejemplos son la energía interna y la entalpía).

### Transferencia de energía casi reversible por trabajo en el entorno
En el entorno de un sistema termodinámico, externo a él, todas las diversas formas macroscópicas mecánicas y no mecánicas de trabajo pueden convertirse unas en otras sin limitación en principio debido a las leyes de la termodinámica, de modo que la  eficiencia de conversión de energía puede aproximarse al 100% en algunos casos; se requiere que dicha conversión sea sin fricción, y en consecuencia adiabática. En particular, en principio, todas las formas macroscópicas de trabajo pueden convertirse en el trabajo mecánico de levantar un peso, que fue la forma original de trabajo termodinámico considerada por Carnot y Joule (véase la sección Historia más arriba). Algunos autores han considerado esta equivalencia con el levantamiento de un peso como una característica definitoria del trabajo. Por ejemplo, con el aparato del experimento de Joule en el que, a través de poleas, un peso que desciende en el entorno impulsa la agitación de un sistema termodinámico, el descenso del peso puede desviarse mediante una nueva disposición de las poleas, de modo que levante otro peso en el entorno, en lugar de agitar el sistema termodinámico.
Tal conversión puede idealizarse como casi sin fricción, aunque se produce con relativa rapidez. Suele producirse mediante dispositivos que no son sistemas termodinámicos simples (un sistema termodinámico simple es un cuerpo homogéneo de sustancias materiales). Por ejemplo, el descenso del peso en el experimento de agitación de Joule reduce la energía total del peso. Se describe como pérdida de energía potencial gravitatoria por parte de la pesa, debido al cambio de su posición macroscópica en el campo gravitatorio, en contraste con, por ejemplo, la pérdida de energía interna de la pesa debida a cambios en su entropía, volumen y composición química. Aunque ocurre con relativa rapidez, dado que la energía permanece casi totalmente disponible como trabajo de una forma u otra, tal desviación de trabajo en el entorno puede idealizarse como casi reversible, o casi perfectamente eficiente.
Por el contrario, la conversión de calor en trabajo en un motor térmico nunca puede superar la Eficiencia de Carnot, como consecuencia de la segunda ley de la termodinámica. Tal conversión de energía, a través de un trabajo realizado con relativa rapidez, en un motor térmico práctico, por un sistema termodinámico sobre su entorno, no puede idealizarse, ni de lejos, como reversible. 
El trabajo termodinámico realizado por un sistema termodinámico sobre su entorno se define de forma que se cumpla este principio. Históricamente, la termodinámica trataba de cómo un sistema termodinámico podía realizar trabajo sobre su entorno.

### Trabajo realizado por y sobre un sistema termodinámico simple
Es necesario distinguir entre el trabajo realizado sobre un sistema termodinámico y el trabajo realizado por un sistema termodinámico, teniendo en cuenta sus mecanismos precisos. El trabajo realizado sobre un sistema termodinámico, por dispositivos o sistemas del entorno, se lleva a cabo mediante acciones como la compresión, e incluye el trabajo del eje, la agitación y el frotamiento. Dicho trabajo realizado por compresión es trabajo termodinámico tal y como se define aquí. Pero el trabajo del eje, la agitación y el frotamiento no son trabajo termodinámico tal como se define aquí, ya que no cambian el volumen del sistema contra su presión de resistencia. El trabajo sin cambio de volumen se conoce como trabajo de isocórico, por ejemplo cuando una fuerza, en los alrededores del sistema, impulsa una acción de fricción en la superficie o en el interior del sistema.
En un proceso de transferencia de energía desde o hacia un sistema termodinámico, el cambio de energía interna del sistema se define en teoría por la cantidad de trabajo adiabático que habría sido necesario para alcanzar el estado final desde el inicial, siendo dicho trabajo adiabático medible sólo a través de las variables mecánicas o de deformación del sistema medibles externamente, que proporcionan información completa sobre las fuerzas ejercidas por el entorno sobre el sistema durante el proceso. En el caso de algunas de las mediciones de Joule, el proceso estaba dispuesto de tal manera que parte del calentamiento que se producía fuera del sistema (en la sustancia de las paletas) por el proceso de fricción también provocaba una transferencia de calor de las paletas al sistema durante el proceso, de modo que la cantidad de trabajo realizado por el entorno sobre el sistema podía calcularse como trabajo del eje, una variable mecánica externa.
La cantidad de energía transferida como trabajo se mide a través de cantidades definidas externamente al sistema de interés, y por tanto pertenecientes a su entorno. En una importante convención de signos, preferida en química, el trabajo que se suma a la energía interna del sistema se cuenta como positivo. Por otro lado, por razones históricas, una convención de signos muy frecuente, preferida en física, es considerar positivo el trabajo realizado por el sistema sobre su entorno.

### Procesos no descritos por trabajo macroscópico
Un tipo de transferencia de calor, a través del contacto directo entre un sistema cerrado y su entorno, es por los movimientos térmicos microscópicos de las partículas y sus energías potenciales intermoleculares asociadas. Las cuentas microscópicas de tales procesos son competencia de la mecánica estadística, no de la termodinámica macroscópica. Otro tipo de transferencia de calor es por radiación. La transferencia radiativa de energía es irreversible en el sentido de que sólo se produce de un sistema más caliente a otro más frío, nunca a la inversa. Hay varias formas de transducción disipativa de energía que pueden ocurrir internamente dentro de un sistema a nivel microscópico, como la fricción, incluyendo la viscosidad reacción química, expansión sin restricciones como en expansión de Joule y en difusión, y cambio de fase.
El trabajo termodinámico no tiene en cuenta ninguna energía transferida entre sistemas como calor o mediante transferencia de materia.

### Sistemas abiertos
Para un sistema abierto, la primera ley de la termodinámica admite tres formas de transferencia de energía, como trabajo, como calor y como energía asociada a la materia que se transfiere. Esta última no puede dividirse unívocamente en componentes de calor y trabajo.
La convección unidireccional de energía interna es una forma de transporte de energía pero no es, como a veces se supone erróneamente (una reliquia de la teoría calórica del calor), transferencia de energía como calor, porque la convección unidireccional es transferencia de materia; tampoco es transferencia de energía como trabajo. No obstante, si la pared entre el sistema y su entorno es gruesa y contiene fluido, en presencia de un campo gravitatorio, la circulación convectiva dentro de la pared puede considerarse como mediadora indirecta de la transferencia de energía en forma de calor entre el sistema y su entorno, aunque la fuente y el destino de la energía transferida no estén en contacto directo.

### "Procesos" termodinámicos reversibles imaginados ficticiamente
A efectos de cálculos teóricos sobre un sistema termodinámico, se pueden imaginar "procesos" termodinámicos ficticios idealizados que ocurren tan lentamente que no incurren en fricción dentro o en la superficie del sistema; entonces se pueden considerar virtualmente reversibles. Estos procesos ficticios se desarrollan a lo largo de trayectorias sobre superficies geométricas descritas exactamente por una ecuación característica del sistema termodinámico. Estas superficies geométricas son los lugares de los posibles estados de equilibrio termodinámico del sistema. Los procesos termodinámicos realmente posibles, que ocurren a velocidades prácticas, incluso cuando ocurren sólo por trabajo evaluado en el entorno como adiabático, sin transferencia de calor, siempre incurren en fricción dentro del sistema, por lo que siempre son irreversibles. Las trayectorias de tales procesos realmente posibles siempre se apartan de esas superficies geométricas características. Incluso cuando se producen sólo por trabajo evaluado en el entorno como adiabático, sin transferencia de calor, tales desviaciones siempre conllevan producción de entropía.

### Calentamiento por joule y rozamiento
La definición de trabajo termodinámico es en términos de los cambios de la deformación extensiva del sistema (y constitutivas químicas y algunas otras) variables de estado, como el volumen, la constitución química molar o la polarización eléctrica. Ejemplos de variables de estado que no son deformación extensiva u otras variables de este tipo son la temperatura T y la entropía S, como por ejemplo en la expresión U = U(S, V, {Nj}). En realidad, los cambios de estas variables no se pueden medir físicamente mediante un único proceso termodinámico adiabático simple; son procesos que no se producen ni por trabajo termodinámico ni por transferencia de materia, por lo que se dice que se producen por transferencia de calor. La cantidad de trabajo termodinámico se define como el trabajo realizado por el sistema sobre su entorno. Según la segunda ley de la termodinámica, dicho trabajo es irreversible. Para obtener una medida física real y precisa de una cantidad de trabajo termodinámico, es necesario tener en cuenta la irreversibilidad restableciendo el sistema a su estado inicial mediante la ejecución de un ciclo, por ejemplo un ciclo de Carnot, que incluya el trabajo objetivo como etapa. El trabajo realizado por el sistema sobre su entorno se calcula a partir de las cantidades que constituyen el ciclo completo. Se necesitaría un ciclo diferente para medir realmente el trabajo realizado por el entorno sobre el sistema. Esto es un recordatorio de que frotar la superficie de un sistema aparece para el agente que frota en el entorno como trabajo mecánico, aunque no termodinámico, realizado sobre el sistema, no como calor, pero aparece para el sistema como calor transferido al sistema, no como trabajo termodinámico. La producción de calor por frotamiento es irreversible; históricamente, fue una prueba del rechazo de la teoría calórica del calor como sustancia conservada. El proceso irreversible conocido como  calentamiento Joule también se produce a través de un cambio de una variable de estado extensiva no deformante.
En consecuencia, en opinión de Lavenda, el trabajo no es un concepto tan primitivo como el calor, que puede medirse por calorimetría. Esta opinión no niega la ya definición termodinámica habitual de calor en términos de trabajo adiabático.
Conocida como operación termodinámica, el factor iniciador de un proceso termodinámico es, en muchos casos, un cambio en la permeabilidad de una pared entre el sistema y el entorno. El rozamiento no es un cambio en la permeabilidad de la pared. El enunciado de Kelvin de la segunda ley de la termodinámica utiliza la noción de una "agencia material inanimada"; esta noción a veces se considera desconcertante. El desencadenamiento de un proceso de rozamiento sólo puede ocurrir en el entorno, no en un sistema termodinámico en su propio estado de equilibrio termodinámico interno. Tal desencadenamiento puede describirse como una operación termodinámica.

## Definición formal
En termodinámica, la cantidad de trabajo realizado por un sistema cerrado sobre su entorno se define por factores estrictamente confinados a la interfaz del entorno con el sistema y a los alrededores del sistema, por ejemplo, un campo gravitatorio extendido en el que se encuentra el sistema, es decir, a cosas externas al sistema.
Una de las principales preocupaciones de la termodinámica son las propiedades de los materiales. El trabajo termodinámico se define a efectos de los cálculos termodinámicos sobre cuerpos de materiales, conocidos como sistemas termodinámicos. En consecuencia, el trabajo termodinámico se define en términos de magnitudes que describen los estados de los materiales, que aparecen como las variables de estado termodinámicas habituales, como el volumen, la presión, la temperatura, la composición química y la polarización eléctrica. Por ejemplo, para medir la presión en el interior de un sistema desde el exterior, el observador necesita que el sistema tenga una pared que pueda moverse una cantidad medible en respuesta a las diferencias de presión entre el interior del sistema y los alrededores. En este sentido, parte de la definición de un sistema termodinámico es la naturaleza de las paredes que lo confinan.
Varios tipos de trabajo termodinámico son especialmente importantes. Un ejemplo sencillo es el trabajo presión-volumen. La presión de interés es la ejercida por el entorno sobre la superficie del sistema, y el volumen de interés es el negativo del incremento de volumen ganado por el sistema al entorno. Normalmente, la presión ejercida por el entorno sobre la superficie del sistema está bien definida y es igual a la presión ejercida por el sistema sobre el entorno. Esta disposición para la transferencia de energía en forma de trabajo puede variarse de una manera particular que depende de la naturaleza estrictamente mecánica del trabajo presión-volumen. La variación consiste en dejar que el acoplamiento entre el sistema y los alrededores sea a través de una varilla rígida que une pistones de diferentes áreas para el sistema y los alrededores. Entonces, para una cantidad dada de trabajo transferido, el intercambio de volúmenes implica presiones diferentes, inversamente con las áreas de los pistones, para el equilibrio mecánico. Esto no puede hacerse para la transferencia de energía como calor debido a su naturaleza no mecánica.
Otro tipo importante de trabajo es el trabajo isocórico, es decir, el trabajo que no implica ningún cambio global eventual del volumen del sistema entre los estados inicial y final del proceso. Algunos ejemplos son la fricción en la superficie del sistema, como en el experimento de Rumford; el trabajo en el eje, como en los experimentos de Joule; la agitación del sistema por una paleta magnética en su interior, impulsada por un campo magnético móvil procedente del entorno; y la acción vibratoria sobre el sistema que no modifica su volumen final, pero implica fricción dentro del sistema. El trabajo mecánico isocórico para un cuerpo en su propio estado de equilibrio termodinámico interno lo realiza sólo el entorno sobre el cuerpo, no el cuerpo sobre el entorno, de modo que el signo del trabajo mecánico isocórico con la convención de signos de la física es siempre negativo.
Cuando un sistema cerrado que no puede transmitir calor al interior ni al exterior por estar confinado por una pared adiabática realiza un trabajo, por ejemplo de presión-volumen, sobre su entorno, se dice que el trabajo es adiabático tanto para el sistema como para el entorno. Cuando se realiza trabajo mecánico en un sistema cerrado adiabáticamente por el entorno, puede ocurrir que la fricción en el entorno sea despreciable, por ejemplo en el experimento de Joule con el peso que cae impulsando unas paletas que agitan el sistema. Dicho trabajo es adiabático para el entorno, aunque esté asociado a la fricción dentro del sistema. Dicho trabajo puede o no ser isocórico para el sistema, dependiendo del sistema y de sus paredes de confinamiento. Si resulta ser isocórico para el sistema (y no cambia finalmente otras variables de estado del sistema como la magnetización), aparece como una transferencia de calor al sistema, y no parece ser adiabático para el sistema.

## Convención de signos
En la historia temprana de la termodinámica, una cantidad positiva de trabajo realizado por el sistema en los alrededores conduce a la pérdida de energía del sistema. Esta convención histórica de signos se ha utilizado en muchos libros de texto de física y se utiliza en el presente artículo.
De acuerdo con la primera ley de la termodinámica para un sistema cerrado, cualquier cambio neto en la energía interna U debe ser totalmente contabilizado, en términos de calor Q que entra en el sistema y trabajo W realizado por el sistema:
{\displaystyle \Delta U=Q-W.\;} 
Una convención de signo alternativo es considerar el trabajo realizado sobre el sistema por su entorno como positivo. Esto conduce a un cambio en el signo del trabajo, de modo que {\displaystyle \Delta U=Q+W}. Esta convención se ha utilizado históricamente en química y ha sido adoptada por la mayoría de los libros de texto de física.
Esta ecuación refleja el hecho de que el calor transferido y el trabajo realizado no son propiedades del estado del sistema.  Dados sólo el estado inicial y el estado final del sistema, uno sólo puede decir cuál fue el cambio total en la energía interna, no cuánta de la energía salió como calor y cuánta como trabajo.  Esto puede resumirse diciendo que el calor y el trabajo no son función de estado del sistema. Esto contrasta con la mecánica clásica, donde el trabajo neto ejercido por una partícula es una función de estado.

## Trabajo de presión-volumen
El trabajo presión-volumen (o trabajo PV) ocurre cuando el volumen V de un sistema cambia. El trabajo PV se mide a menudo en unidades de litro-atmósfera donde 1L·atm = 101.325J. Sin embargo, el litro-atmósfera no es una unidad reconocida en el sistema de unidades SI, que mide P en Pascal (Pa), V en m3, y PV en Julios (J), donde 1 J = 1 Pa-m3. El trabajo FV es un tema importante en termodinámica química.
Para un proceso en un sistema cerrado, que ocurre lo suficientemente lento como para definir con precisión la presión en el interior de la pared del sistema que se mueve y transmite fuerza a los alrededores, descrito como cuasiestático, trabajo está representado por la siguiente ecuación entre diferenciales:
{\displaystyle \delta W=P\,dV}
- {\displaystyle \delta W} denota un incremento infinitesimal de trabajo realizado por el sistema, transfiriendo energía a los alrededores;
- {\displaystyle P} denota la presión dentro del sistema, que ejerce sobre la pared móvil que transmite fuerza a los alrededores.[32] En la convención de signo alternativo, el lado derecho tiene signo negativo.[29]
- {\displaystyle dV} denota el incremento infinitesimal del volumen del sistema.

Además,
{\displaystyle W=\int _{V_{i}}^{V_{f}}P\,dV.}
donde {\displaystyle W} denota el trabajo realizado por el sistema durante todo el proceso reversible.
La primera ley de la termodinámica puede expresarse entonces como
{\displaystyle dU=\delta Q-PdV\,.}
(En la convención de signo alternativo donde W = trabajo realizado sobre el sistema, {\displaystyle \delta W=-P\,dV}. Sin embargo, {\displaystyle dU=\delta Q-P\,dV} no cambia).

### Dependencia de la trayectoria
El trabajo P-V es dependiente de la trayectoria y es, por tanto, una función de proceso termodinámica.  En general, el término {\displaystyle P\,dV} no es un diferencial exacto. La afirmación de que un proceso es cuasiestático proporciona información importante sobre el proceso, pero no determina la trayectoria P-V de forma única, porque la trayectoria puede incluir varios retrocesos y avances lentos en volumen, lo suficientemente lentos como para excluir la fricción dentro del sistema ocasionada por la desviación del requisito cuasiestático. Una pared adiabática es aquella que no permite el paso de energía por conducción o radiación.
La primera ley de la termodinámica establece que {\displaystyle \Delta U=Q-W}.
Para un proceso adiabático cuasiestático, {\displaystyle \delta Q=0} para que
{\displaystyle Q=\int \delta Q=0.}
También {\displaystyle \delta W=PdV} para que
{\displaystyle W=\int \delta W=\int P\,dV.}
Se deduce que {\displaystyle dU=-\delta W} por lo que
{\displaystyle DeltaU=-\int P\,dV.}
Para un proceso adiabático cuasiestático, el cambio en la energía interna es igual a menos la cantidad integral de trabajo realizado por el sistema, y depende sólo de los estados inicial y final del proceso y es uno y el mismo para cada camino intermedio.
Si la trayectoria del proceso es distinta de la cuasiestática y la adiabática, existen indefinidamente muchas trayectorias distintas, con cantidades de trabajo significativamente diferentes, entre los estados inicial y final.
En la notación matemática actual, la diferencial {\displaystyle \delta W} es una diferencial inexacta.
En otra notación, δW se escribe đW (con una línea a través de la d).  Esta notación indica que đW no es una 1-forma exacta. La raya es simplemente una bandera para advertirnos de que en realidad no hay función (forma 0) W que sea el potencial de đW. Si existiera, efectivamente, esta función W, deberíamos poder simplemente utilizar el Teorema de Stokes para evaluar esta putativa función, el potencial de đW}, en el límite de la trayectoria, es decir, los puntos inicial y final, y por tanto el trabajo sería una función de estado. Esta imposibilidad es consistente con el hecho de que no tiene sentido referirse al trabajo en un punto en el diagrama PV; el trabajo presupone una trayectoria.

## Otros tipos de trabajo mecánico
Existen varias formas de realizar trabajo mecánico, cada una de ellas relacionada de alguna manera con una fuerza que actúa a través de una distancia. En mecánica básica, el trabajo realizado por una fuerza constante F sobre un cuerpo desplazado una distancia s en la dirección de la fuerza viene dado por
{\displaystyle W=Fs}
Si la fuerza no es constante, el trabajo realizado se obtiene integrando la cantidad diferencial de trabajo,
{\displaystyle W=\int _{1}^{2}F\,ds.}

### Trabajo rotativo
La transmisión de energía con un eje giratorio es muy común en la práctica de la ingeniería. A menudo, el par T aplicado al eje es constante, lo que significa que la fuerza F aplicada es constante. Para un par constante especificado, el trabajo realizado durante n revoluciones se determina de la siguiente manera: una fuerza F que actúa a través de un brazo de momento r genera un par T
{\displaystyle T=Fr\implies F={\frac {T}{r}}}
Esta fuerza actúa a lo largo de una distancia s , que está relacionada con el radio r por
{\displaystyle s=2r\pi n}
El trabajo del eje se determina entonces a partir de:
{\displaystyle W_{s}=Fs=2\pi nT}
La potencia transmitida a través del eje es el trabajo del eje realizado por unidad de tiempo, que se expresa como
{\displaystyle {\dot {W}}_{s}=2\pi T{\dot {n}}}

### Trabajo del muelle
Cuando se aplica una fuerza sobre un muelle, y la longitud del muelle cambia en una cantidad diferencial dx, el trabajo realizado es
{\displaystyle \partial w_{s}=Fdx}
Para los muelles elásticos lineales, el desplazamiento x es proporcional a la fuerza aplicada
{\displaystyle F=Kx,}
donde K es la constante del muelle y tiene la unidad de N/m. El desplazamiento x se mide a partir de la posición inalterada del muelle (es decir, X = 0 cuando F = 0). Sustituyendo las dos ecuaciones
{\displaystyle W_{s}={\frac {1}{2}}k\left(x_{1}^{2}-x_{2}^{2}\right)},
donde x1 y x2 son los desplazamientos iniciales y finales, respectivamente medidos en una posición no afectada por el muelle.

### Trabajos realizados sobre barras sólidas elásticas
Los sólidos se modelan a menudo como muelles lineales porque bajo la acción de una fuerza se contraen o alargan, y cuando se levanta la fuerza, vuelven a sus longitudes originales, como un muelle. Esto es cierto siempre que la fuerza se encuentre en el rango elástico, es decir, no sea lo suficientemente grande como para provocar una deformación permanente o plástica. Por lo tanto, las ecuaciones dadas para un muelle lineal también pueden utilizarse para barras sólidas elásticas. Alternativamente, podemos determinar el trabajo asociado a la dilatación o contracción de una barra sólida elástica sustituyendo la presión P por su homóloga en los sólidos, la tensión normal σ = F/A en la ampliación del trabajo 
{\displaystyle W=\int _{1}^{2}F\,dx.}
{\displaystyle W=\int _{1}^{2}A\sigma \,dx.}
donde A es el área de la sección transversal de la barra.

### Trabajo asociado al estiramiento de una película líquida
Consideremos una película líquida, como por ejemplo una película de jabón, suspendida en un armazón de alambre. La parte móvil del armazón de alambre necesita cierta fuerza para estirar la película. Esta fuerza se utiliza para vencer las fuerzas microscópicas entre moléculas en la interfase líquido-aire. Estas fuerzas microscópicas son perpendiculares a cualquier línea de la superficie y la fuerza generada por estas fuerzas por unidad de longitud se denomina tensión superficial σ cuya unidad es N/m. Por lo tanto, el trabajo asociado al estiramiento de una película se denomina trabajo de tensión superficial, y se determina a partir de
{\displaystyle W_{s}=\int _{1}^{2}\sigma _{s}\,dA.}
donde dA=2b dx es la variación de la superficie de la película. El factor 2 se debe a que la película tiene dos superficies en contacto con el aire. La fuerza que actúa sobre el alambre móvil como resultado de los efectos de la tensión superficial es F = 2b σ, donde σ es la fuerza de tensión superficial por unidad de longitud.

## Energía libre y exergía
La cantidad de trabajo útil que puede extraerse de un sistema termodinámico está determinada por la segunda ley de la termodinámica . En muchas situaciones prácticas, esto puede representarse mediante la función de disponibilidad termodinámica o exergía. Dos casos importantes son: en sistemas termodinámicos donde la temperatura y el volumen se mantienen constantes, la medida del trabajo útil alcanzable es la función de energía libre de Helmholtz ; y en sistemas donde la temperatura y la presión se mantienen constantes, la medida del trabajo útil alcanzable es la energía libre de Gibbs.

## Formas de trabajo no mecánicas
El trabajo no mecánico en termodinámica es el trabajo causado por campos de fuerza externos a los que está expuesto un sistema. La acción de tales fuerzas puede ser iniciada por eventos en los alrededores del sistema o por operaciones termodinámicas en las paredes protectoras del sistema.
El trabajo no mecánico de los campos de fuerza puede tener signo positivo o negativo, el trabajo lo realiza el sistema sobre el entorno, o viceversa . El trabajo realizado por los campos de fuerza se puede realizar indefinidamente lentamente, para acercarse al ideal cuasiestático reversible ficticio, en el que el proceso no crea entropía en el sistema.
En termodinámica, el trabajo no mecánico debe contrastarse con el trabajo mecánico realizado por fuerzas en contacto inmediato entre el sistema y su entorno. Si el 'trabajo' putativo de un proceso no puede definirse como trabajo de largo alcance o como trabajo de contacto, entonces a veces el formalismo termodinámico no puede describirlo como trabajo en absoluto. Sin embargo, el formalismo termodinámico permite que se pueda transferir energía entre un sistema abierto y su entorno mediante procesos para los que no se define trabajo. Un ejemplo es cuando la pared entre el sistema y sus alrededores no se considera idealizada y extremadamente delgada, de modo que pueden ocurrir procesos dentro de la pared, como la fricción que afecta la transferencia de materia a través de la pared; en este caso, las fuerzas de transferencia no son estrictamente de largo alcance ni estrictamente debidas al contacto entre el sistema y sus alrededores; la transferencia de energía puede entonces considerarse como por convección y evaluarse en suma como transferencia de energía interna. Esto es conceptualmente diferente de la transferencia de energía como calor a través de una gruesa pared llena de fluido en presencia de un campo gravitacional, entre un sistema cerrado y su entorno; en este caso puede haber circulación convectiva dentro de la pared, pero el proceso aún puede considerarse como una transferencia de energía en forma de calor entre el sistema y su entorno; si toda la pared se mueve por la aplicación de la fuerza del entorno, sin cambio de volumen de la pared, de modo que cambie el volumen del sistema, entonces también está transfiriendo energía como trabajo al mismo tiempo.
El trabajo no mecánico contrasta con el trabajo de presión-volumen. El trabajo de presión-volumen es uno de los dos tipos de trabajo de contacto mecánico considerados principalmente. Una fuerza actúa sobre la pared de interfaz entre el sistema y los alrededores. La fuerza es la debida a la presión ejercida sobre la pared de interfaz por el material dentro del sistema; esa presión es una variable de estado interna del sistema, pero se mide correctamente mediante dispositivos externos en la pared. El trabajo se debe al cambio de volumen del sistema por expansión o contracción del sistema. Si el sistema se expande, en el presente artículo se dice que realiza un trabajo positivo sobre el entorno. Si el sistema se contrae, en el presente artículo se dice que realiza un trabajo negativo sobre el entorno. El trabajo de presión-volumen es un tipo de trabajo de contacto, porque ocurre a través del contacto directo del material con la pared circundante o materia en el límite del sistema. Se describe con precisión mediante los cambios en las variables de estado del sistema, como el curso temporal de los cambios en la presión y el volumen del sistema. El volumen del sistema se clasifica como una "variable de deformación", y se mide adecuadamente externamente al sistema, en los alrededores. El trabajo de presión-volumen puede tener signo positivo o negativo. Se puede hacer que el trabajo de presión-volumen, realizado con la suficiente lentitud, se acerque al ideal cuasiestático reversible ficticio. y se mide adecuadamente externamente al sistema, en el entorno. El trabajo de presión-volumen puede tener signo positivo o negativo. Se puede hacer que el trabajo de presión-volumen, realizado con la suficiente lentitud, se acerque al ideal cuasiestático reversible ficticio. y se mide adecuadamente externamente al sistema, en el entorno. El trabajo de presión-volumen puede tener signo positivo o negativo. Se puede hacer que el trabajo de presión-volumen, realizado con la suficiente lentitud, se acerque al ideal cuasiestático reversible ficticio.
El trabajo no mecánico también contrasta con el trabajo de ejes. El trabajo de eje es el otro de los dos tipos considerados principalmente de trabajo de contacto mecánico. Transfiere energía por rotación, pero finalmente no cambia la forma o el volumen del sistema. Debido a que no cambia el volumen del sistema, no se mide como trabajo de presión-volumen y se llama trabajo isocórico. Considerado únicamente en términos de la eventual diferencia entre las formas y los volúmenes iniciales y finales del sistema, el trabajo del eje no produce ningún cambio. Durante el proceso de trabajo del eje, por ejemplo, la rotación de una paleta, la forma del sistema cambia cíclicamente, pero esto no produce un cambio eventual en la forma o el volumen del sistema. El trabajo de eje es un tipo de trabajo de contacto, porque ocurre a través del contacto material directo con la materia circundante en el límite del sistema. Un sistema que se encuentra inicialmente en un estado de equilibrio termodinámico no puede iniciar ningún cambio en su energía interna. En particular, no puede iniciar el trabajo del eje. Esto explica el uso curioso de la frase" agencia material inanimada" por Kelvin en una de sus declaraciones de la segunda ley de la termodinámica. Se considera que las operaciones termodinámicas o los cambios en el entorno pueden crear cambios elaborados, como la rotación indefinidamente prolongada, variada o cesada de un eje impulsor, mientras que un sistema que comienza en un estado de equilibrio termodinámico es inanimado y no puede hacerlo espontáneamente Por lo tanto, el signo del trabajo del eje siempre es negativo, ya que el entorno realiza trabajo sobre el sistema. El trabajo del eje difícilmente se puede hacer indefinidamente lento; en consecuencia, siempre produce entropía dentro del sistema, porque depende de la fricción o la viscosidad dentro del sistema para su transferencia. Los comentarios anteriores sobre el trabajo del eje se aplican solo cuando se ignora que el sistema puede almacenar momento angular y su energía relacionada.
Ejemplos de modos de trabajo no mecánicos
- Trabajo de campo eléctrico - donde la fuerza está definida por el voltaje (el potencial eléctrico) del entorno y el desplazamiento generalizado es el cambio de la distribución espacial de la carga eléctrica.
- Trabajo de polarización eléctrica - donde la fuerza está definida por la  intensidad del campo eléctrico del entorno y el desplazamiento generalizado es el cambio de la polarización del medio (la suma de los  momentos dipolares eléctricos de las moléculas).
- Trabajo magnético - donde la fuerza está definida por la  intensidad del campo magnético del entorno y el desplazamiento generalizado es el cambio del momento dipolar magnético total.

## Trabajo gravitacional
El trabajo gravitacional se define por la fuerza sobre un cuerpo medida en un campo gravitacional. Puede causar un desplazamiento generalizado en forma de cambio de la distribución espacial de la materia dentro del sistema. El sistema gana energía interna (u otra cantidad cardinal de energía relevante, como la entalpía) a través de la fricción interna. Visto desde el entorno, dicho trabajo de fricción aparece como trabajo mecánico realizado sobre el sistema, pero visto desde el sistema, aparece como transferencia de energía en forma de calor. Cuando el sistema está en su propio estado de equilibrio termodinámico interno, su temperatura es uniforme en todas partes. Si el volumen y otras variables de estado extensivas, además de la entropía, se mantienen constantes durante el proceso, entonces el calor transferido debe aparecer como temperatura y entropía aumentadas; en un campo gravitacional uniforme, la presión del sistema será mayor en la parte inferior que en la parte superior.
Por definición, la función de energía cardinal relevante es distinta de la energía potencial gravitacional del sistema como un todo; este último también puede cambiar como resultado del trabajo gravitacional realizado por los alrededores del sistema. La energía potencial gravitacional del sistema es un componente de su energía total, junto con sus otros componentes, a saber, su energía termodinámica cardinal (por ejemplo, interna) y su energía cinética como un sistema completo en movimiento.